# Gola (Croazia)
Gola  è un comune della Croazia di 2 760 abitanti della regione di Koprivnica e Križevci.